# フェロシルト
フェロシルトとは、石原産業が2001年（平成13年）から生産、販売していた土壌補強材、土壌埋戻材（石原産業の登録商標）。

## 概要
二酸化チタンの製造工程から排出される副産物（廃硫酸）を中和処理して生産されるもので、2003年（平成15年）に三重県のリサイクル製品に認定された。70万トン余りが三重県内、岐阜県内、愛知県内、京都府内などに販売、埋立てなどに使用された。
三重県は、2002年度から「産業廃棄物抑制に係る産官共同研究事業」として石原産業のフェロシルトなどの植物育成効果に関する研究を行い、リサイクル製品認定に踏み切った（◆フェロシルトの植物の生育抑制効果、三重県は公表せず。県と石原産業の蜜月の証拠も）。三重県がリサイクル製品として認定したため、他の県も検査もせずに利用、さらに被害が広がった。この時の知事が北川正恭であり、フェロシルト問題の原因を作ったことで、地元では責任を追及する声も多い。北川県政の負の遺産の1つである。
2005年に、フェロシルトに環境基準を超える六価クロム、フッ素、放射性物質のウランやトリウムなどが含まれていることが判明。問題となった。石原産業の社長のコメントによると、「当時の副工場長が、開発当初とは異なる製造工程で生産し、リサイクル製品認定時のサンプルとは違う製品にした」とのこと。ちなみに当時の工場長はこのコメントをした社長である。石原産業は150円/トンで販売し、運搬費として3000円/トンを購入業者に支払っており、実質、産業廃棄物として廃棄を依頼していたと考えられる。ちなみに産廃処理費用は8400円/トンぐらいといわれる。同年10月末には、このような、いわゆる逆有償性などから、産業廃棄物と判断された。
また環境をテーマに開催された「愛・地球博」でも、会場閉鎖後に埋め戻し材として使用され、閉幕後元駐車場に大量に山積みされ、埋め戻しが実施されたものは撤去ができたが梱包されたものが大量に残っている知事のページ：知事の記者会見、平成１８年5月１日（月）午前１１時、５．フェロシルトの撤去について、閲覧2017年06月28日。
埋設が判明した各地方自治体は石原産業に対し、フェロシルトの撤去命令を出して撤去させようとしているが、撤去はなかなか進んでいない。石原産業は「処理施設の不足」などの理由を挙げて地方自治体に撤去期限の延期を度々求めていたが、自治体側は全て拒否。その後同社は「メドが立った」として、要求を取り下げた。
もともと、石原産業が「販売」し埋設されたとされる70万トンは、すでに土と混じり合っているため、実際に撤去しなければならない全量は販売量よりずっと多い数百万トンという推計もある。
埋設地周辺住民は当然全量撤去を要求しているが、これまでの回収分さえも石原産業の四日市工場で処理しきれず、仮置きされているとおもわれる。最終処分場が見つかっていない以上、全量撤去と最終処理がいつ完了するか、全然「メドが立った」とはいえないのが実情である。石原産業からも自治体からも、全量撤去と最終処分の予定表が示されたことはないし、輸送力のみならず、周辺住民や作業員が有害物質で健康被害をうけずに撤去が完了できるのかという、保証もされたことがない。
2006年11月6日、同社四日市工場の元副工場長ら4人が逮捕された。

## 年表
- 2003年 - 三重県のリサイクル製品に認定
- 2005年 - 環境基準を超える六価クロムやフッ素、放射性物質などが含まれていることが判明
- 2005年10月 - 環境省により産業廃棄物に指定される
- 2006年5月 - 石原産業はフェロシルト撤去の行政処分の取消を求め、名古屋地裁に提訴
- 2006年11月 - 石原産業四日市工場の元副工場長ら4人が逮捕。同社は家宅捜索を受ける
- 2007年1月 - 石原産業は行政処分取消訴訟を取り下げる

## 関連文献
- 杉本裕明『赤い土・フェロシルト―なぜ企業犯罪は繰り返されたのか』（風媒社 2007/11　ISBN 978-4833110785）
- ましこ・ひでのり「偽装リサイクル製品としてのフェロシルトと不法投棄の隠蔽工作」大橋博明ほか『地域をつくる』（勁草書房　2008/04　ISBN 978-4326848645）